# 포나 매클래런
포나 매클래런(Fawna MacLaren, 1965년 12월 18일 ~ )은 미국의 배우, 플레이보이 플레이메이트이다.
샌타모니카에서 태어났다.

## 영화
- 킬러 룩스 2 (1995년)
- 헐리웃 마담 (1994년)
- 커버 걸 킬러 (1993년)
- 아모레! (1993, Amore!)
- 란제리 2 (1990년)
- 용의 전사 (1990년)